# Scandal (Scandal-album)
A Scandal (stilizálva SCANDAL, ideiglenes címén SCABEST47) a Scandal japán pop-rock együttes negyedik válogatásalbuma, amely 2017. február 15-én jelent meg az Epic Records Japan kiadó gondozásában. A kiadványra a rajongók által választott harmincnégy zeneszám, illetve kettő új dal került fel. A lemez egyik korlátozott példányszámú kiadása mellé egy Candy Stripper-pólót, míg a másik mellé egy a 2016-os európai koncertsorozatuk beszámoláját tartalmazó DVD-t csomagoltak. A lemezt 2017 márciusa és júliusa között egy 53 állomásos koncertsorozattal támogatták, mely során Japán mind a negyvenhét prefektúrájában felléptek.
A lemez számlistáját a rajongók szavazatai alapján állították össze, 34 dalt ez alapján választottak ki, amiket két teljesen új dallal egészítettek ki. A kiadvány két új dalát, a Hellót és a Freedom Fighterst élőben először a Kaettekita Best Xmas című szólókoncertjükön adták elő. A Hello rádiós bemutatkozása az FM802 Rock Kids 802: Ochiken Goes On!!, míg a Freedom Fightersé a Tokyo FM J-Wave: Groove Line Z című műsorában volt 2016. december 26-án.
A kiadvány újramaszterelésért Takigucsi „Tacky” Hirosi volt a felelős, borítóit Komacsi Vataru festette.

## Számlista
| CD1   | CD1 | CD1                      | CD1                | CD1                              | CD1   | CD1 | CD1 | CD1 | CD1 |
| #     | Cím | Dalszöveg                | Zene               | Hangszerelő                      | Hossz |     |     |     |     |
| ----- | --- | ------------------------ | ------------------ | -------------------------------- | ----- | --- | --- | --- | --- |
| 1.    | Scandal Baby (1. helyezett a rajongók szavazása alapján)                                                                              | Tomomi, Tadzsika Juicsi  | Tadzsika Juicsi    | Kavagucsi Keita, Tadzsika Juicsi | 5:09  |     |     |     |     |
| 2.    | Stamp! (26. helyezett a rajongók szavazása alapján)                                                                                   | Mami                     | Mami               | Tamai Kendzsi, Tobinai Maszairo  | 4:26  |     |     |     |     |
| 3.    | Sódzso S (少女S, ’Lányok’, 17. helyezett a rajongók szavazása alapján)                                                                | Ogava Tomomi             | Tadzsika Juicsi    | Iidzsima Ken                     | 3:12  |     |     |     |     |
| 4.    | Pin Heel Surfer (ピンヒールサーファー, 33. helyezett a rajongók szavazása alapján)                                                    | Haruna, Triceratops      | Triceratops        | Triceratops                      | 5:00  |     |     |     |     |
| 5.    | S.L.Magic (21. helyezett a rajongók szavazása alapján)                                                                                | Rina                     | Masterworks        | Masterworks, Scandal             | 4:11  |     |     |     |     |
| 6.    | Switch (スイッチ, 23. helyezett a rajongók szavazása alapján)                                                                         | Tomomi, Tadzsika Juicsi  | Tadzsika Juicsi    | Kavagucsi Keita                  | 4:04  |     |     |     |     |
| 7.    | Departure (4. helyezett a rajongók szavazása alapján)                                                                                 | Mami                     | Mami               | Kameda Szeidzsi                  | 4:41  |     |     |     |     |
| 8.    | Hello!Hello! (29. helyezett a rajongók szavazása alapján)                                                                             | Scandal, Tanaka Hidenori | Tanaka Hidenori    | Kavagucsi Keita                  | 4:28  |     |     |     |     |
| 9.    | Take Me Out (テイクミーアウト, 6. helyezett a rajongók szavazása alapján)                                                             | Rina                     | Mami               | Egucsi Rjó                       | 3:41  |     |     |     |     |
| 10.   | Kagen no cuki (下弦の月, ’Fogyó Hold’, 10. helyezett a rajongók szavazása alapján)                                                    | Takahasi Jamagucsi       | Takahasi Jamagucsi | Takahasi Jamagucsi               | 3:34  |     |     |     |     |
| 11.   | Over Drive (34. helyezett a rajongók szavazása alapján)                                                                               | Nakata Jaszutaka         | Nakata Jaszutaka   | Nakata Jaszutaka, nishi-ken      | 5:03  |     |     |     |     |
| 12.   | Love Survive (8. helyezett a rajongók szavazása alapján)                                                                              | Haruna, Tanaka Hidenori  | Tanaka Hidenori    | Acusi                            | 3:42  |     |     |     |     |
| 13.   | Taijó to kimi ga egaku Story (太陽と君が描くSTORY, ’A történet, amit te és a Nap rajzolt’, 9. helyezett a rajongók szavazása alapján) | Tomomi, Tanaka Hidenori  | Tanaka Hidenori    | Fudzsii Takesi, Kavagucsi Keita  | 3:59  |     |     |     |     |
| 14.   | Aitai (会いたい, ’Találkozzunk!’, 16. helyezett a rajongók szavazása alapján)                                                         | Haruna, Onoe Bun         | Okubo Tomohiro     | Okubo Tomohiro                   | 5:05  |     |     |     |     |
| 15.   | Csiiszana honó (ちいさなほのお, ’Kis láng’, 22. helyezett a rajongók szavazása alapján)                                               | Rina                     | Mami               | Kavagucsi Keita                  | 4:23  |     |     |     |     |
| 16.   | Everybody Say Yeah! (30. helyezett a rajongók szavazása alapján)                                                                      | Tomomi, Onoe Bun         | Okubo Tomohiro     | Kavagucsi Keita                  | 3:44  |     |     |     |     |
| 17.   | Image (11. helyezett a rajongók szavazása alapján)                                                                                    | Mami                     | Tomomi             | Kavagucsi Keita                  | 4:28  |     |     |     |     |
| 18.   | Freedom Fighters (új dal) | Rina                     | Mami               | Kavagucsi Keita                  | 4:03  |     |     |     |     |
| 76:53 | |                          |                    |                                  |       |     |     |     |     |

| CD2   | CD2 | CD2                         | CD2                 | CD2                        | CD2   | CD2 | CD2 | CD2 | CD2 |
| #     | Cím | Dalszöveg                   | Zene                | Hangszerelő                | Hossz |     |     |     |     |
| ----- | --- | --------------------------- | ------------------- | -------------------------- | ----- | --- | --- | --- | --- |
| 1.    | Sunkan Sentimental (瞬間センチメンタル, ’Érzelmes pillanat’, 5. helyezett a rajongók szavazása alapján)                                                       | Scandal, Kobajasi Nacumi    | Tadzsika Juicsi     | Kavagucsi Keita            | 3:43  |     |     |     |     |
| 2.    | Taijó Scandalous (太陽スキャンダラス, ’Botrányos Nap’, 28. helyezett a rajongók szavazása alapján)                                                            | Haruna, Naoto               | Naoto               | Naoto                      | 5:05  |     |     |     |     |
| 3.    | Satisfaction (サティスファクション, 31. helyezett a rajongók szavazása alapján)                                                                               | Tomomi, Junkoo, Szató Acusi | Junkoo, Szató Acusi | Kavagucsi Keita            | 3:09  |     |     |     |     |
| 4.    | Love Me Do (25. helyezett a rajongók szavazása alapján) | Mami                        | Mami                | Siraisi Szatori            | 3:48  |     |     |     |     |
| 5.    | Joake no rjúszeigun (夜明けの流星群, ’Hajnali meteorzápor’, 19. helyezett a rajongók szavazása alapján)                                                       | Tomomi, Tanaka Hidenori     | Tanaka Hidenori     | Tanaka Hidenori            | 4:41  |     |     |     |     |
| 6.    | Bitter Chocolate (ビターチョコレート, 14. helyezett a rajongók szavazása alapján)                                                                             | Tomomi                      | Rina                | Kavagucsi Keita            | 5:10  |     |     |     |     |
| 7.    | Avanai cumori no, genki de ne (会わないつもりの、元気でね, ’Nem akarok többet találkozni veled, vigyázz magadra!’, 3. helyezett a rajongók szavazása alapján) | Janagiszava Rjóta           | Janagiszava Rjóta   | Kameda Szeidzsi            | 4:21  |     |     |     |     |
| 8.    | Welcome home (32. helyezett a rajongók szavazása alapján) | Kavamura Juka               | Kavamura Juka       | Ókubo Tomohiro             | 3:58  |     |     |     |     |
| 9.    | Sisters (27. helyezett a rajongók szavazása alapján) | Rina                        | Mami                | Tamai Kendzsi, Momota Rui  | 4:08  |     |     |     |     |
| 10.   | Doll (13. helyezett a rajongók szavazása alapján) | Tomomi                      | Tokita Szatosi      | Nisikava Szuszumu, Scandal | 3:25  |     |     |     |     |
| 11.   | Flashback No.5 (18. helyezett a rajongók szavazása alapján)                                                                                                   | Scandal, Tamai Kendzsi      | Mami, Tamai Kendzsi | Tamai Kendzsi, Momita Rui  | 3:52  |     |     |     |     |
| 12.   | Kageró (カゲロウ, ’Tiszavirág’, 15. helyezett a rajongók szavazása alapján)                                                                                   | Tomomi, Masterworks         | Jin Nakamura        | Jin Nakamura               | 4:25  |     |     |     |     |
| 13.   | Harukaze (7. helyezett a rajongók szavazása alapján) | Scandal, Norijaszu Issiki   | Norijaszu Issiki    | Acusi                      | 4:34  |     |     |     |     |
| 14.   | one piece (20. helyezett a rajongók szavazása alapján) | Rina, Tadzsika Juicsi       | Tadzsika Juicsi     | The Company                | 5:51  |     |     |     |     |
| 15.   | Koe (声, ’Hang’, 2. helyezett a rajongók szavazása alapján)                                                                                                   | Janagiszava Rjóta           | Janagiszava Rjóta   | Kavagucsi Keita            | 4:48  |     |     |     |     |
| 16.   | Your song (24. helyezett a rajongók szavazása alapján) | Scandal                     | Scandal             | Kavagucsi Keita            | 3:44  |     |     |     |     |
| 17.   | Hello (új dal) | Rina                        | Mami                | Egucsi Rjó                 | 4:31  |     |     |     |     |
| 18.   | Scandal in the House (12. helyezett a rajongók szavazása alapján)                                                                                             | Scandal, Koszaka Daimaó     | Koszaka Daimaó      | Koszaka Daimaó             | 5:30  |     |     |     |     |
| 78:43 | |                             |                     |                            |       |     |     |     |     |

| DVD   | DVD                                             | DVD     | DVD   | DVD | DVD | DVD | DVD | DVD | DVD |
| #     | Cím                                             | Rendező | Hossz |     |     |     |     |     |     |
| ----- | ----------------------------------------------- | ------- | ----- | --- | --- | --- | --- | --- | --- |
| 1.    | Scandal Tour 2016 "Yellow" in Europe Road Movie |         | 40:28 |     |     |     |     |     |     |
| 40:28 |                                                 |         |       |     |     |     |     |     |     |